# Saison 2001 de la WTA
Résultats des tournois de tennis organisés par la WTA en 2001.

## La saison 2001 en résumé
La saison 2001 de la Women's Tennis Association (WTA) marque le retour au sommet de Jennifer Capriati. Après des années de galère, elle s'impose d'abord à l'Open d'Australie (face à Martina Hingis, en déclin) puis à Roland-Garros (contre Kim Clijsters, dix-sept ans, au terme d'un match très accroché).
Comme en 2000, Venus Williams remporte Wimbledon et l'US Open, en battant respectivement Justine Henin (dix-neuf ans) et sa sœur cadette Serena. 
Sans avoir gagné aucun des Majeurs mais en enlevant sept titres WTA en onze finales, Lindsay Davenport conclut la saison numéro un mondiale.
Serena Williams soulève trois trophées, soit autant que Clijsters et Henin, mais un de moins qu'Amélie Mauresmo : toutes prennent leurs marques pour les saisons à venir. 
Monica Seles décroche quatre titres mineurs. Mary Pierce, blessée, est absente de presque tous les grands rendez-vous.
La Belgique enfin, emmenée par Henin et Clijsters, enlève pour la première fois de son histoire la Fed Cup face à la Russie en finale.
En double, la paire Raymond-Stubbs triomphe à Wimbledon et à l'US Open, les Williams en Australie et V. Ruano-Suárez à Roland-Garros. 

## Organisation de la saison
Indépendamment des 4 tournois du Grand Chelem (organisés par l'ITF), la saison 2001 de la WTA se compose des tournois suivants :
- les tournois Tier I (9),
- les tournois Tier II (17),
- les tournois Tier III, Tier IV, Tier V (32)
- Les Masters de fin de saison

La saison 2001 compte donc 63 tournois.
À ce calendrier s'ajoute aussi l'épreuve par équipes nationales : la Fed Cup.

## Palmarès

### Simple
| No | Date       | Nom et lieu du tournoi                          | Catégorie | Dotation    | Surface         | Vainqueure          | Finaliste           | Score           |         |
| -- | ---------- | ----------------------------------------------- | --------- | ----------- | --------------- | ------------------- | ------------------- | --------------- | ------- |
| 1  | 01/01/2001 | ASB Bank Classic, Auckland                      | Tier V    | 110 000 $   | Dur (ext.)      | Meilen Tu           | Paola Suárez        | 7-610, 6-2      | Tableau |
| 2  | 01/01/2001 | Thalgo Hard Court Championships, Gold Coast     | Tier III  | 170 000 $   | Dur (ext.)      | Justine Henin       | Silvia Farina       | 7-65, 6-4       | Tableau |
| 3  | 08/01/2001 | ANZ Tasmanian International, Hobart             | Tier V    | 110 000 $   | Dur (ext.)      | Rita Grande         | Jennifer Hopkins    | 0-6, 6-3, 6-3   | Tableau |
| 4  | 08/01/2001 | Canberra International, Canberra                | Tier III  | 170 000 $   | Dur (ext.)      | Justine Henin       | Sandrine Testud     | 6-2, 6-2        | Tableau |
| 5  | 08/01/2001 | Adidas International, Sydney                    | Tier II   | 515 000 $   | Dur (ext.)      | Martina Hingis      | Lindsay Davenport   | 6-3, 4-6, 7-5   | Tableau |
| 6  | 15/01/2001 | Australian Open, Melbourne                      | G. Chelem | 3 569 290 $ | Dur (ext.)      | Jennifer Capriati   | Martina Hingis      | 6-4, 6-3        | Tableau |
| 7  | 29/01/2001 | Toray Pan Pacific Open, Tokyo                   | Tier I    | 1 188 000 $ | Moquette (int.) | Lindsay Davenport   | Martina Hingis      | 6-74, 6-4, 6-2  | Tableau |
| 8  | 05/02/2001 | Open Gaz de France, Paris                       | Tier II   | 565 000 $   | Moquette (int.) | Amélie Mauresmo     | Anke Huber          | 7-62, 6-1       | Tableau |
| 9  | 12/02/2001 | Qatar Total FinaElf Open, Doha                  | Tier III  | 170 000 $   | Dur (ext.)      | Martina Hingis      | Sandrine Testud     | 6-3, 6-2        | Tableau |
| 10 | 12/02/2001 | Terazura Open, Nice                             | Tier II   | 565 000 $   | Moquette (int.) | Amélie Mauresmo     | Magdalena Maleeva   | 6-2, 6-0        | Tableau |
| 11 | 19/02/2001 | IGA US Indoors, Oklahoma City                   | Tier III  | 170 000 $   | Dur (int.)      | Monica Seles        | Jennifer Capriati   | 6-3, 5-7, 6-2   | Tableau |
| 12 | 19/02/2001 | Copa Colsanitas, Bogota                         | Tier III  | 170 000 $   | Terre (ext.)    | Paola Suárez        | Rita Kuti-Kis       | 6-2, 6-4        | Tableau |
| 13 | 19/02/2001 | Duty Free Women’s Open, Dubaï                   | Tier II   | 565 000 $   | Dur (ext.)      | Martina Hingis      | Nathalie Tauziat    | 6-4, 6-4        | Tableau |
| 14 | 26/02/2001 | Abierto Mexicano Pegaso, Acapulco               | Tier III  | 170 000 $   | Terre (ext.)    | Amanda Coetzer      | Elena Dementieva    | 2-6, 6-1, 6-2   | Tableau |
| 15 | 26/02/2001 | State Farm Classic, Scottsdale                  | Tier II   | 565 000 $   | Dur (ext.)      | Lindsay Davenport   | Meghann Shaughnessy | 6-2, 6-3        | Tableau |
| 16 | 05/03/2001 | Tennis Masters Series, Indian Wells             | Tier I    | 2 050 000 $ | Dur (ext.)      | Serena Williams     | Kim Clijsters       | 4-6, 6-4, 6-2   | Tableau |
| 17 | 21/03/2001 | Ericsson Open, Miami                            | Tier I    | 2 720 000 $ | Dur (ext.)      | Venus Williams      | Jennifer Capriati   | 4-6, 6-1, 7-64  | Tableau |
| 18 | 02/04/2001 | Porto Open, Porto                               | Tier IV   | 140 000 $   | Terre (ext.)    | Arantxa Sánchez     | Magüi Serna         | 6-3, 6-1        | Tableau |
| 19 | 09/04/2001 | Estoril Open, Estoril                           | Tier IV   | 140 000 $   | Terre (ext.)    | Angeles Montolio    | Elena Bovina        | 3-6, 6-3, 6-2   | Tableau |
| 20 | 09/04/2001 | Bausch & Lomb Championships, Amelia Island      | Tier II   | 565 000 $   | Terre (ext.)    | Amélie Mauresmo     | Amanda Coetzer      | 6-4, 7-5        | Tableau |
| 21 | 16/04/2001 | Colorotex GP, Budapest                          | Tier V    | 110 000 $   | Terre (ext.)    | Magdalena Maleeva   | Anne Kremer         | 3-6, 6-2, 6-4   | Tableau |
| 22 | 16/04/2001 | Family Circle Cup XXIX, Charleston              | Tier I    | 1 188 000 $ | Terre (ext.)    | Jennifer Capriati   | Martina Hingis      | 6-0, 4-6, 6-4   | Tableau |
| 23 | 30/04/2001 | Croatian Ladies Open, Bol                       | Tier III  | 170 000 $   | Terre (ext.)    | Angeles Montolio    | Mariana Díaz-Oliva  | 3-6, 6-2, 6-4   | Tableau |
| 24 | 01/05/2001 | Betty Barclay Cup, Hambourg                     | Tier II   | 565 000 $   | Terre (ext.)    | Venus Williams      | Meghann Shaughnessy | 6-3, 6-0        | Tableau |
| 25 | 07/05/2001 | Eurocard German Open, Berlin                    | Tier I    | 1 185 000 $ | Terre (ext.)    | Amélie Mauresmo     | Jennifer Capriati   | 6-4, 2-6, 6-3   | Tableau |
| 26 | 13/05/2001 | TennisCup Vlaanderen, Anvers                    | Tier V    | 110 000 $   | Terre (ext.)    | Barbara Rittner     | Klára Koukalová     | 6-3, 6-2        | Tableau |
| 27 | 14/05/2001 | Italian Open, Rome                              | Tier I    | 1 200 000 $ | Terre (ext.)    | Jelena Dokić        | Amélie Mauresmo     | 7-63, 6-1       | Tableau |
| 28 | 21/05/2001 | Open de España Villa de Madrid, Madrid          | Tier III  | 170 000 $   | Terre (ext.)    | Arantxa Sánchez     | Angeles Montolio    | 7-5, 6-0        | Tableau |
| 29 | 21/05/2001 | Internationaux de Strasbourg, Strasbourg        | Tier III  | 170 000 $   | Terre (ext.)    | Silvia Farina       | Anke Huber          | 7-5, 0-6, 6-4   | Tableau |
| 30 | 28/05/2001 | Roland-Garros, Paris                            | G. Chelem | 3 745 147 $ | Terre (ext.)    | Jennifer Capriati   | Kim Clijsters       | 1-6, 6-4, 12-10 | Tableau |
| 31 | 11/06/2001 | Tashkent Open, Tachkent                         | Tier IV   | 140 000 $   | Dur (ext.)      | Bianka Lamade       | Seda Noorlander     | 6-3, 2-6, 6-2   | Tableau |
| 32 | 11/06/2001 | DFS Classic, Birmingham                         | Tier III  | 170 000 $   | Gazon (ext.)    | Nathalie Tauziat    | Miriam Oremans      | 6-3, 7-5        | Tableau |
| 33 | 18/06/2001 | Heineken Trophy, Bois-le-Duc                    | Tier III  | 170 000 $   | Gazon (ext.)    | Justine Henin       | Kim Clijsters       | 6-4, 3-6, 6-3   | Tableau |
| 34 | 18/06/2001 | Britannic Asset Int’l Championships, Eastbourne | Tier II   | 565 000 $   | Gazon (ext.)    | Lindsay Davenport   | Magüi Serna         | 6-2, 6-0        | Tableau |
| 35 | 25/06/2001 | The Championships, Wimbledon                    | G. Chelem | 4 545 319 $ | Gazon (ext.)    | Venus Williams      | Justine Henin       | 6-1, 3-6, 6-0   | Tableau |
| 36 | 09/07/2001 | Internazionali Femminili, Palerme               | Tier V    | 110 000 $   | Terre (ext.)    | Anabel Medina       | Cristina Torrens    | 6-4, 6-4        | Tableau |
| 37 | 09/07/2001 | Uniqa Grand Prix, Vienne                        | Tier III  | 170 000 $   | Terre (ext.)    | Iroda Tulyaganova   | Patty Schnyder      | 6-3, 6-2        | Tableau |
| 38 | 16/07/2001 | Sanex Trophy, Knokke-Heist                      | Tier IV   | 150 000 $   | Terre (ext.)    | Iroda Tulyaganova   | Gala León García    | 6-2, 6-3        | Tableau |
| 39 | 23/07/2001 | GP Princesse Lalla Meryem, Casablanca           | Tier V    | 110 000 $   | Terre (ext.)    | Zsofia Gubacsi      | Maria Elena Camerin | 1-6, 6-3, 7-65  | Tableau |
| 40 | 23/07/2001 | Idea Prokom Open, Sopot                         | Tier III  | 170 000 $   | Terre (ext.)    | Cristina Torrens    | Gala León García    | 6-2, 6-2        | Tableau |
| 41 | 23/07/2001 | Bank of the West Classic, Stanford              | Tier II   | 565 000 $   | Dur (ext.)      | Kim Clijsters       | Lindsay Davenport   | 6-4, 6-75, 6-1  | Tableau |
| 42 | 30/07/2001 | PreCon Open, Bâle                               | Tier IV   | 140 000 $   | Terre (ext.)    | Adriana Gerši       | Marie Mikaelian     | 6-4, 6-1        | Tableau |
| 43 | 30/07/2001 | Acura Classic, San Diego                        | Tier II   | 750 000 $   | Dur (ext.)      | Venus Williams      | Monica Seles        | 6-2, 6-3        | Tableau |
| 44 | 06/08/2001 | estyle.com Classic, Manhattan Beach             | Tier II   | 565 000 $   | Dur (ext.)      | Lindsay Davenport   | Monica Seles        | 6-3, 7-5        | Tableau |
| 45 | 13/08/2001 | Coupe Rogers AT&T, Toronto                      | Tier I    | 1 200 000 $ | Dur (ext.)      | Serena Williams     | Jennifer Capriati   | 6-1, 6-77, 6-3  | Tableau |
| 46 | 20/08/2001 | Pilot Pen Tennis, New Haven                     | Tier II   | 565 000 $   | Dur (ext.)      | Venus Williams      | Lindsay Davenport   | 7-66, 6-4       | Tableau |
| 47 | 27/08/2001 | US Open, Flushing Meadows                       | G. Chelem | 6 628 000 $ | Dur (ext.)      | Venus Williams      | Serena Williams     | 6-2, 6-4        | Tableau |
| 48 | 10/09/2001 | Big Island Championships, Waikoloa              | Tier IV   | 140 000 $   | Dur (ext.)      | Sandrine Testud     | Justine Henin       | 6-3, 2-0, ab.   | Tableau |
| 49 | 10/09/2001 | Brasil Open, Bahia                              | Tier II   | 625 000 $   | Dur (ext.)      | Monica Seles        | Jelena Dokić        | 6-3, 6-3        | Tableau |
| 50 | 17/09/2001 | Challenge Bell, Québec                          | Tier III  | 170 000 $   | Moquette (int.) | Meghann Shaughnessy | Iva Majoli          | 6-1, 6-3        | Tableau |
| 51 | 17/09/2001 | Toyota Princess Cup, Tokyo                      | Tier II   | 565 000 $   | Dur (ext.)      | Jelena Dokić        | Arantxa Sánchez     | 6-4, 6-2        | Tableau |
| 52 | 24/09/2001 | Wismilak International, Bali                    | Tier III  | 170 000 $   | Dur (ext.)      | Angelique Widjaja   | Joannette Kruger    | 7-62, 7-64      | Tableau |
| 53 | 24/09/2001 | Sparkassen Cup International GP, Leipzig        | Tier II   | 565 000 $   | Moquette (int.) | Kim Clijsters       | Magdalena Maleeva   | 6-1, 6-1        | Tableau |
| 54 | 01/10/2001 | AIG Japan Open, Tokyo                           | Tier III  | 170 000 $   | Dur (ext.)      | Monica Seles        | Tamarine Tanasugarn | 6-3, 6-2        | Tableau |
| 55 | 01/10/2001 | Kremlin Cup, Moscou                             | Tier I    | 1 185 000 $ | Moquette (int.) | Jelena Dokić        | Elena Dementieva    | 6-3, 6-3        | Tableau |
| 56 | 08/10/2001 | Kiwi Open, Shanghai                             | Tier IV   | 140 000 $   | Dur (ext.)      | Monica Seles        | Nicole Pratt        | 6-2, 6-3        | Tableau |
| 57 | 08/10/2001 | Porsche Tennis Grand Prix, Filderstadt          | Tier II   | 565 000 $   | Dur (int.)      | Lindsay Davenport   | Justine Henin       | 7-5, 6-4        | Tableau |
| 58 | 15/10/2001 | Eurotel Slovak Indoors, Bratislava              | Tier V    | 110 000 $   | Dur (int.)      | Rita Grande         | Martina Suchá       | 6-1, 6-1        | Tableau |
| 59 | 15/10/2001 | Swisscom Challenge, Zurich                      | Tier I    | 1 185 000 $ | Dur (int.)      | Lindsay Davenport   | Jelena Dokić        | 6-3, 6-1        | Tableau |
| 60 | 22/10/2001 | SEAT Open, Luxembourg                           | Tier III  | 170 000 $   | Dur (int.)      | Kim Clijsters       | Lisa Raymond        | 6-2, 6-2        | Tableau |
| 61 | 22/10/2001 | Generali Ladies, Linz                           | Tier II   | 565 000 $   | Moquette (int.) | Lindsay Davenport   | Jelena Dokić        | 6-4, 6-1        | Tableau |
| 62 | 29/10/2001 | Sanex Championships, Munich                     | Masters   | 3 000 000 $ | Dur (int.)      | Serena Williams     | Lindsay Davenport   | Forfait         | Tableau |
| 63 | 05/11/2001 | Volvo Women’s Open, Pattaya                     | Tier V    | 110 000 $   | Dur (ext.)      | Patty Schnyder      | Henrieta Nagyová    | 6-0, 6-4        | Tableau |

### Double
| No | Date       | Nom et lieu du tournoi                         | Catégorie | Dotation    | Surface         | Vainqueures                          | Finalistes                               | Score           |         |
| -- | ---------- | ---------------------------------------------- | --------- | ----------- | --------------- | ------------------------------------ | ---------------------------------------- | --------------- | ------- |
| 1  | 01/01/2001 | ASB Bank Classic Auckland                      | Tier V    | 110 000 $   | Dur (ext.)      | Alexandra Fusai Rita Grande          | Emmanuelle Gagliardi Barbara Schett      | 7-64, 6-3       | Tableau |
| 2  | 01/01/2001 | Thalgo Hard Court Championships Gold Coast     | Tier III  | 170 000 $   | Dur (ext.)      | Giulia Casoni Janette Husárová       | Katie Schlukebir Meghann Shaughnessy     | 7-69, 7-5       | Tableau |
| 3  | 08/01/2001 | ANZ Tasmanian International Hobart             | Tier V    | 110 000 $   | Dur (ext.)      | Cara Black Elena Likhovtseva         | Ruxandra Dragomir Virginia Ruano         | 6-4, 6-1        | Tableau |
| 4  | 08/01/2001 | Canberra International Canberra                | Tier III  | 170 000 $   | Dur (ext.)      | Nicole Arendt Ai Sugiyama            | Nannie De Villiers Annabel Ellwood       | 6-4, 7-62       | Tableau |
| 5  | 08/01/2001 | Adidas International Sydney                    | Tier II   | 515 000 $   | Dur (ext.)      | Anna Kournikova Barbara Schett       | Lisa Raymond Rennae Stubbs               | 6-2, 7-5        | Tableau |
| 6  | 15/01/2001 | Australian Open Melbourne                      | G. Chelem | 3 569 290 $ | Dur (ext.)      | Serena Williams Venus Williams       | Lindsay Davenport Corina Morariu         | 6-2, 4-6, 6-4   | Tableau |
| 7  | 29/01/2001 | Toray Pan Pacific Open Tokyo                   | Tier I    | 1 188 000 $ | Moquette (int.) | Lisa Raymond Rennae Stubbs           | Anna Kournikova Iroda Tulyaganova        | 7-65, 2-6, 7-66 | Tableau |
| 8  | 05/02/2001 | Open Gaz de France Paris                       | Tier II   | 565 000 $   | Moquette (int.) | Iva Majoli Virginie Razzano          | Kimberly Po Nathalie Tauziat             | 6-3, 7-5        | Tableau |
| 9  | 12/02/2001 | Qatar Total FinaElf Open Doha                  | Tier III  | 170 000 $   | Dur (ext.)      | Sandrine Testud Roberta Vinci        | Kristie Boogert Miriam Oremans           | 7-5, 7-64       | Tableau |
| 10 | 12/02/2001 | Terazura Open Nice                             | Tier II   | 565 000 $   | Moquette (int.) | Émilie Loit Anne-Gaëlle Sidot        | Kimberly Po Nathalie Tauziat             | 1-6, 6-2, 6-0   | Tableau |
| 11 | 19/02/2001 | IGA US Indoors Oklahoma City                   | Tier III  | 170 000 $   | Dur (int.)      | Amanda Coetzer Lori McNeil           | Janet Lee Wynne Prakusya                 | 6-3, 2-6, 6-0   | Tableau |
| 12 | 19/02/2001 | Copa Colsanitas Bogota                         | Tier III  | 170 000 $   | Terre (ext.)    | Tathiana Garbin Janette Husárová     | Laura Montalvo Paola Suárez              | 6-4, 2-6, 6-4   | Tableau |
| 13 | 19/02/2001 | Duty Free Women’s Open Dubaï                   | Tier II   | 565 000 $   | Dur (ext.)      | Yayuk Basuki Caroline Vis            | Åsa Svensson Karina Habšudová            | 6-0, 4-6, 6-2   | Tableau |
| 14 | 26/02/2001 | Abierto Mexicano Pegaso Acapulco               | Tier III  | 170 000 $   | Terre (ext.)    | María José Martínez Anabel Medina    | Virginia Ruano Paola Suárez              | 6-4, 6-75, 7-5  | Tableau |
| 15 | 26/02/2001 | State Farm Classic Scottsdale                  | Tier II   | 565 000 $   | Dur (ext.)      | Lisa Raymond Rennae Stubbs           | Kim Clijsters Meghann Shaughnessy        | Forfait         | Tableau |
| 16 | 05/03/2001 | Tennis Masters Series Indian Wells             | Tier I    | 2 050 000 $ | Dur (ext.)      | Nicole Arendt Ai Sugiyama            | Virginia Ruano Paola Suárez              | 6-4, 6-4        | Tableau |
| 17 | 21/03/2001 | Ericsson Open Miami                            | Tier I    | 2 720 000 $ | Dur (ext.)      | Arantxa Sánchez Nathalie Tauziat     | Lisa Raymond Rennae Stubbs               | 6-0, 6-4        | Tableau |
| 18 | 02/04/2001 | Porto Open Porto                               | Tier IV   | 140 000 $   | Terre (ext.)    | María José Martínez Anabel Medina    | Alexandra Fusai Rita Grande              | 6-1, 6-75, 7-5  | Tableau |
| 19 | 09/04/2001 | Estoril Open Estoril                           | Tier IV   | 140 000 $   | Terre (ext.)    | Květa Hrdličková Barbara Rittner     | Tina Križan Katarina Srebotnik           | 3-6, 7-5, 6-1   | Tableau |
| 20 | 09/04/2001 | Bausch & Lomb Championships Amelia Island      | Tier II   | 565 000 $   | Terre (ext.)    | Conchita Martínez Patricia Tarabini  | Martina Navrátilová Arantxa Sánchez      | 6-4, 6-2        | Tableau |
| 21 | 16/04/2001 | Colorotex GP Budapest                          | Tier V    | 110 000 $   | Terre (ext.)    | Tathiana Garbin Janette Husárová     | Zsofia Gubacsi Dragana Zarić             | 6-1, 6-3        | Tableau |
| 22 | 16/04/2001 | Family Circle Cup XXIX Charleston              | Tier I    | 1 188 000 $ | Terre (ext.)    | Lisa Raymond Rennae Stubbs           | Virginia Ruano Paola Suárez              | 5-7, 7-65, 6-3  | Tableau |
| 23 | 30/04/2001 | Croatian Ladies Open Bol                       | Tier III  | 170 000 $   | Terre (ext.)    | María José Martínez Anabel Medina    | Nadia Petrova Tina Pisnik                | 7-5, 6-4        | Tableau |
| 24 | 01/05/2001 | Betty Barclay Cup Hambourg                     | Tier II   | 565 000 $   | Terre (ext.)    | Cara Black Elena Likhovtseva         | Květa Hrdličková Barbara Rittner         | 6-2, 4-6, 6-2   | Tableau |
| 25 | 07/05/2001 | Eurocard German Open Berlin                    | Tier I    | 1 185 000 $ | Terre (ext.)    | Els Callens Meghann Shaughnessy      | Cara Black Elena Likhovtseva             | 6-4, 6-3        | Tableau |
| 26 | 13/05/2001 | TennisCup Vlaanderen Anvers                    | Tier V    | 110 000 $   | Terre (ext.)    | Els Callens Virginia Ruano           | Kristie Boogert Miriam Oremans           | 6-3, 3-6, 6-4   | Tableau |
| 27 | 14/05/2001 | Italian Open Rome                              | Tier I    | 1 200 000 $ | Terre (ext.)    | Cara Black Elena Likhovtseva         | Paola Suárez Patricia Tarabini           | 6-1, 6-1        | Tableau |
| 28 | 21/05/2001 | Internationaux de Strasbourg Strasbourg        | Tier III  | 170 000 $   | Terre (ext.)    | Silvia Farina Iroda Tulyaganova      | Amanda Coetzer Lori McNeil               | 6-1, 7-60       | Tableau |
| 29 | 21/05/2001 | Open de España Villa de Madrid Madrid          | Tier III  | 170 000 $   | Terre (ext.)    | Virginia Ruano Paola Suárez          | Lisa Raymond Rennae Stubbs               | 7-5, 2-6, 7-64  | Tableau |
| 30 | 28/05/2001 | Roland-Garros Paris                            | G. Chelem | 3 745 147 $ | Terre (ext.)    | Virginia Ruano Paola Suárez          | Jelena Dokić Conchita Martínez           | 6-2, 6-1        | Tableau |
| 31 | 11/06/2001 | Tashkent Open Tachkent                         | Tier IV   | 140 000 $   | Dur (ext.)      | Petra Mandula Patricia Wartusch      | Tatiana Perebiynis Tatiana Poutchek      | 6-1, 6-4        | Tableau |
| 32 | 11/06/2001 | DFS Classic Birmingham                         | Tier III  | 170 000 $   | Gazon (ext.)    | Cara Black Elena Likhovtseva         | Kimberly Po Nathalie Tauziat             | 6-1, 6-2        | Tableau |
| 33 | 18/06/2001 | Heineken Trophy Bois-le-Duc                    | Tier III  | 170 000 $   | Gazon (ext.)    | Ruxandra Dragomir Nadia Petrova      | Kim Clijsters Miriam Oremans             | 7-65, 6-75, 6-4 | Tableau |
| 34 | 18/06/2001 | Britannic Asset Int’l Championships Eastbourne | Tier II   | 565 000 $   | Gazon (ext.)    | Lisa Raymond Rennae Stubbs           | Cara Black Elena Likhovtseva             | 6-2, 6-2        | Tableau |
| 35 | 25/06/2001 | The Championships Wimbledon                    | G. Chelem | 4 545 319 $ | Gazon (ext.)    | Lisa Raymond Rennae Stubbs           | Kim Clijsters Ai Sugiyama                | 6-4, 6-3        | Tableau |
| 36 | 09/07/2001 | Internazionali Femminili Palerme               | Tier V    | 110 000 $   | Terre (ext.)    | Tathiana Garbin Janette Husárová     | María José Martínez Anabel Medina        | 4-6, 6-2, 6-4   | Tableau |
| 37 | 09/07/2001 | Uniqa Grand Prix Vienne                        | Tier III  | 170 000 $   | Terre (ext.)    | Paola Suárez Patricia Tarabini       | Vanessa Henke Lenka Němečková            | 6-4, 6-2        | Tableau |
| 38 | 16/07/2001 | Sanex Trophy Knokke-Heist                      | Tier IV   | 150 000 $   | Terre (ext.)    | Virginia Ruano Magüi Serna           | Ruxandra Dragomir Andreea Vanc           | 6-4, 6-3        | Tableau |
| 39 | 23/07/2001 | GP Princesse Lalla Meryem Casablanca           | Tier V    | 110 000 $   | Terre (ext.)    | Lioubomira Batcheva Åsa Svensson     | María José Martínez María Emilia Salerni | 6-3, 6-74, 6-1  | Tableau |
| 40 | 23/07/2001 | Idea Prokom Open Sopot                         | Tier III  | 170 000 $   | Terre (ext.)    | Joannette Kruger Francesca Schiavone | Yuliya Beygelzimer Anastasia Rodionova   | 6-4, 6-0        | Tableau |
| 41 | 23/07/2001 | Bank of the West Classic Stanford              | Tier II   | 565 000 $   | Dur (ext.)      | Janet Lee Wynne Prakusya             | Nicole Arendt Caroline Vis               | 3-6, 6-3, 6-3   | Tableau |
| 42 | 30/07/2001 | PreCon Open Bâle                               | Tier IV   | 140 000 $   | Terre (ext.)    | María José Martínez Anabel Medina    | Joannette Kruger Marta Marrero           | 7-65, 6-2       | Tableau |
| 43 | 30/07/2001 | Acura Classic San Diego                        | Tier II   | 750 000 $   | Dur (ext.)      | Cara Black Elena Likhovtseva         | Martina Hingis Anna Kournikova           | 6-4, 1-6, 6-4   | Tableau |
| 44 | 06/08/2001 | estyle.com Classic Manhattan Beach             | Tier II   | 565 000 $   | Dur (ext.)      | Kimberly Po Nathalie Tauziat         | Nicole Arendt Caroline Vis               | 6-3, 7-5        | Tableau |
| 45 | 13/08/2001 | Coupe Rogers AT&T Toronto                      | Tier I    | 1 200 000 $ | Dur (ext.)      | Kimberly Po Nicole Pratt             | Tina Križan Katarina Srebotnik           | 6-3, 6-1        | Tableau |
| 46 | 20/08/2001 | Pilot Pen Tennis New Haven                     | Tier II   | 565 000 $   | Dur (ext.)      | Cara Black Elena Likhovtseva         | Jelena Dokić Nadia Petrova               | 6-0, 3-6, 6-2   | Tableau |
| 47 | 27/08/2001 | US Open Flushing Meadows                       | G. Chelem | 6 628 000 $ | Dur (ext.)      | Lisa Raymond Rennae Stubbs           | Kimberly Po Nathalie Tauziat             | 6-2, 5-7, 7-5   | Tableau |
| 48 | 10/09/2001 | Big Island Championships Waikoloa              | Tier IV   | 140 000 $   | Dur (ext.)      | Tina Križan Katarina Srebotnik       | Els Callens Nicole Pratt                 | 6-2, 6-3        | Tableau |
| 49 | 10/09/2001 | Brasil Open Bahia                              | Tier II   | 625 000 $   | Dur (ext.)      | Amanda Coetzer Lori McNeil           | Nicole Arendt Patricia Tarabini          | 6-78, 6-2, 6-4  | Tableau |
| 50 | 17/09/2001 | Challenge Bell Québec                          | Tier III  | 170 000 $   | Moquette (int.) | Samantha Reeves A. Serra Zanetti     | Klára Koukalová Alena Vašková            | 7-5, 4-6, 6-3   | Tableau |
| 51 | 17/09/2001 | Toyota Princess Cup Tokyo                      | Tier II   | 565 000 $   | Dur (ext.)      | Cara Black Liezel Huber              | Kim Clijsters Ai Sugiyama                | 6-1, 6-3        | Tableau |
| 52 | 24/09/2001 | Wismilak International Bali                    | Tier III  | 170 000 $   | Dur (ext.)      | Evie Dominikovic Tamarine Tanasugarn | Janet Lee Wynne Prakusya                 | 6-74, 6-2, 6-3  | Tableau |
| 53 | 24/09/2001 | Sparkassen Cup International GP Leipzig        | Tier II   | 565 000 $   | Moquette (int.) | Elena Likhovtseva Nathalie Tauziat   | Květa Hrdličková Barbara Rittner         | 6-4, 6-2        | Tableau |
| 54 | 01/10/2001 | AIG Japan Open Tokyo                           | Tier III  | 170 000 $   | Dur (ext.)      | Liezel Huber Rachel McQuillan        | Janet Lee Wynne Prakusya                 | 6-2, 6-0        | Tableau |
| 55 | 01/10/2001 | Kremlin Cup Moscou                             | Tier I    | 1 185 000 $ | Moquette (int.) | Martina Hingis Anna Kournikova       | Elena Dementieva Lina Krasnoroutskaïa    | 7-61, 6-3       | Tableau |
| 56 | 08/10/2001 | Kiwi Open Shanghai                             | Tier IV   | 140 000 $   | Dur (ext.)      | Liezel Huber Lenka Němečková         | Evie Dominikovic Tamarine Tanasugarn     | 6-0, 7-5        | Tableau |
| 57 | 08/10/2001 | Porsche Tennis Grand Prix Filderstadt          | Tier II   | 565 000 $   | Dur (int.)      | Lindsay Davenport Lisa Raymond       | Justine Henin Meghann Shaughnessy        | 6-4, 6-74, 7-5  | Tableau |
| 58 | 15/10/2001 | Eurotel Slovak Indoors Bratislava              | Tier V    | 110 000 $   | Dur (int.)      | Dája Bedáňová Elena Bovina           | Nathalie Dechy Meilen Tu                 | 6-3, 6-4        | Tableau |
| 59 | 15/10/2001 | Swisscom Challenge Zurich                      | Tier I    | 1 185 000 $ | Dur (int.)      | Lindsay Davenport Lisa Raymond       | Sandrine Testud Roberta Vinci            | 6-3, 2-6, 6-2   | Tableau |
| 60 | 22/10/2001 | SEAT Open Luxembourg                           | Tier III  | 170 000 $   | Dur (int.)      | Elena Bovina Daniela Hantuchová      | Bianka Lamade Patty Schnyder             | 6-3, 6-3        | Tableau |
| 61 | 22/10/2001 | Generali Ladies Linz                           | Tier II   | 565 000 $   | Moquette (int.) | Jelena Dokić Nadia Petrova           | Els Callens Chanda Rubin                 | 6-1, 6-4        | Tableau |
| 62 | 29/10/2001 | Sanex Championships Munich                     | Masters   | 3 000 000 $ | Dur (int.)      | Lisa Raymond Rennae Stubbs           | Cara Black Elena Likhovtseva             | 7-5, 3-6, 6-3   | Tableau |
| 63 | 05/11/2001 | Volvo Women’s Open Pattaya                     | Tier V    | 110 000 $   | Dur (ext.)      | Åsa Svensson Iroda Tulyaganova       | Liezel Huber Wynne Prakusya              | 4-6, 6-3, 6-3   | Tableau |

### Double mixte
| No | Date       | Nom et lieu du tournoi        | Catégorie | Dotation    | Surface      | Vainqueures                    | Finalistes                       | Score            |         |
| -- | ---------- | ----------------------------- | --------- | ----------- | ------------ | ------------------------------ | -------------------------------- | ---------------- | ------- |
| 1  | 30/12/2000 | Hyundai Hopman Cup XIII Perth | ITF       | 1 000 000 $ | Dur (int.)   | Martina Hingis Roger Federer   | Monica Seles Jan-Michael Gambill | 2 matchs à 1     | Tableau |
| 2  | 15/01/2001 | Australian Open Melbourne     | G. Chelem | 3 569 290 $ | Dur (ext.)   | Corina Morariu Ellis Ferreira  | Barbara Schett Joshua Eagle      | 6-1, 6-3         | Tableau |
| 3  | 28/05/2001 | Roland-Garros Paris           | G. Chelem | 3 745 147 $ | Terre (ext.) | Virginia Ruano Tomás Carbonell | Paola Suárez Jaime Oncins        | 7-5, 6-3         | Tableau |
| 4  | 25/06/2001 | The Championships Wimbledon   | G. Chelem | 4 545 319 $ | Gazon (ext.) | Daniela Hantuchová Leoš Friedl | Liezel Huber Mike Bryan          | 4-6, 6-3, 6-2    | Tableau |
| 5  | 27/08/2001 | US Open Flushing Meadows      | G. Chelem | 6 628 000 $ | Dur (ext.)   | Rennae Stubbs Todd Woodbridge  | Lisa Raymond Leander Paes        | 6-4, 5-7, [11-9] | Tableau |

## Classements de fin de saison
| Rang | Joueuse             |
| ---- | ------------------- |
| 1    | Lindsay Davenport   |
| 2    | Jennifer Capriati   |
| 3    | Venus Williams      |
| 4    | Martina Hingis      |
| 5    | Kim Clijsters       |
| 6    | Serena Williams     |
| 7    | Justine Henin       |
| 8    | Jelena Dokić        |
| 9    | Amélie Mauresmo     |
| 10   | Monica Seles        |
| 11   | Sandrine Testud     |
| 12   | Meghann Shaughnessy |
| 13   | Nathalie Tauziat    |
| 14   | Silvia Farina Elia  |
| 15   | Elena Dementieva    |
| 16   | Magdalena Maleeva   |
| 17   | Arantxa Sánchez     |
| 18   | Anke Huber          |
| 19   | Amanda Coetzer      |
| 20   | Iroda Tulyaganova   |

| Rang | Joueuse                |
| ---- | ---------------------- |
| 1    | Lisa Raymond           |
| 2    | Rennae Stubbs          |
| 3    | Cara Black             |
| 4    | Elena Likhovtseva      |
| 5    | Nathalie Tauziat       |
| 6    | Paola Suárez           |
| 7    | Kimberly Po            |
| 8    | Virginia Ruano Pascual |
| 9    | Ai Sugiyama            |
| 10   | Nicole Arendt          |
| 11   | Arantxa Sánchez        |
| 12   | Jelena Dokić           |
| 13   | Sandrine Testud        |
| 14   | Meghann Shaughnessy    |
| 15   | Kim Clijsters          |
| 16   | Els Callens            |
| 17   | Amanda Coetzer         |
| 18   | Barbara Schett         |
| 19   | Conchita Martínez      |
| 20   | Katarina Srebotnik     |

| Rang | Paire                  |
| ---- | ---------------------- |
| 1    | Lisa Raymond           |
| 1    | Rennae Stubbs          |
| 2    | Cara Black             |
| 2    | Elena Likhovtseva      |
| 3    | Virginia Ruano Pascual |
| 3    | Paola Suárez           |
| 4    | Kimberly Po            |
| 4    | Nathalie Tauziat       |
| 5    | Tina Križan            |
| 5    | Katarina Srebotnik     |
| 6    | Alexandra Fusai        |
| 6    | Rita Grande            |
| 7    | Sandrine Testud        |
| 7    | Roberta Vinci          |
| 8    | Amanda Coetzer         |
| 8    | Lori McNeil            |
| 9    | Tathiana Garbin        |
| 9    | Janette Husárová       |
| 10   | Martina Navrátilová    |
| 10   | Arantxa Sánchez        |

Source : (en) lettre d'information WTA du 19/11/2001 (détail/points)

## Fed Cup
| Date     | Lieu                         | Surf.        | Vainqueur                                                 | Finaliste                                                     | Score |         |
| 11/11/01 | Madrid, Parque Juan Carlos I | Terre (int.) | Laurence Courtois Els Callens Justine Henin Kim Clijsters | Elena Likhovtseva Elena Bovina Elena Dementieva Nadia Petrova | 2-1   | Tableau |